# شکارچیان گرگ (فیلم ۱۹۴۹)
شکارچیان گرگ (انگلیسی: The Wolf Hunters) فیلمی در ژانر وسترن به کارگردانی باد بتیکر است که در سال ۱۹۴۹ منتشر شد. از بازیگران آن می‌توان به کربی گرانت، جان کلیتون و ادوارد نوریس اشاره کرد.